# Casearia lasiophylla
Casearia lasiophylla là một loài thực vật có hoa trong họ Liễu. Loài này được Eichler mô tả khoa học đầu tiên năm 1871.